# Tì giải
Tì giải hay kim cang Trung Hoa (danh pháp: Smilax china) là một loài thực vật có hoa trong họ Smilacaceae. Loài này được L. miêu tả khoa học đầu tiên năm 1753.